# تیگاردنز بی
تیگاردنز بی (انگلیسی: Teegarden's Star b) یا تیگاردن بی یک سیاره فراخورشیدی در منطقهٔ قابل سکونت ستاره تیگاردنز (نوعی کوتوله سرخ نوع ام) است که در فاصلهٔ ۱۲ سال نوری از منظومه شمسی واقع شده‌است. این سیاره به همراه ستاره تیگاردنز سی، جی‌جی ۱۰۶۱ سی، جی‌جی ۱۰۶۱ دی، لویتن بی و تاو نهنگ ئی یکی از ۵ جرم آسمانی قابل سکونت احتمالی است که از لحاظ نزدیکی به زمین در رتبه ۴ نسبت به سایر سیاره‌های قابل سکونت کشف‌شده (تا آوریل ۲۰۲۰) قرار دارد.